# Joel Aguilar
Pour les articles homonymes, voir Aguilar.
Joel Aguilar, né le 2 juillet 1975 au Salvador, est un arbitre de football international salvadorien. 
Aguilar participe à diverses compétitions internationales comme la Gold Cup, et arbitre aussi des matchs de compétitions de clubs telles que la Ligue des champions de la CONCACAF et la SuperLiga. Il est sélectionné pour arbitrer les matches de la Coupe du monde de football de 2010 en Afrique du Sud, puis à celle de 2014 au Brésil et enfin de  celle de 2018 en Russie. Il a également arbitré la finale de la Gold Cup 2011.